# Zaborowo (Varmia y Masuria)
Zaborowo [pronunciación en polaco: /zabɔˈrɔvɔ/] (en alemán: Saborowen, 1938-45: Heideberg ) es un asentamiento ubicado en el distrito administrativo de Gmina Purda, dentro del condado de Olsztyn, voivodato de Varmia y Masuria, en el norte de Polonia. Se encuentra a unos 5 kilómetros al sureste de Purda y a 20 kilómetros al sureste de la capital regional Olsztyn.
Antes de 1772, el área fue parte del Reino de Polonia, hasta 1871 fue de Prusia, hasta 1945 de Alemania y nuevamente de Polonia en adelante. Durante la campaña nazi de cambio de topónimos para eliminar rastros de origen polaco, pasó a llamarse Heideberg. El nombre histórico Zaborowo fue restaurado en la Polonia de la posguerra en 1945.